# Mouy
Mouy – miejscowość i gmina we Francji, w regionie Hauts-de-France, w departamencie Oise.
Według danych na rok 1990 gminę zamieszkiwały 5034 osoby, a gęstość zaludnienia wynosiła 510 osób/km² (wśród 2293 gmin Pikardii Mouy plasuje się na 40. miejscu pod względem liczby ludności, natomiast pod względem powierzchni na miejscu 463.).